# Olza (fiume)
Olza (in ceco: Olše, in tedesco: Olsa) è un fiume della Polonia e della Repubblica Ceca, affluente di destra del fiume Oder. Scorre dai Beschidi Slesiani attraverso la Slesia di Cieszyn meridionale in Polonia e nei Distretti di Frýdek-Místek e Karviná in Repubblica Ceca, andando spesso a costituire il confine tra i due stati. A nord di Bohumín si getta nell'Oder: anche la confluenza Olza-Oder forma un confine nazionale.
Il fiume è simbolo della regione di Zaolzie (in polacco: al di là dell'Olza), che si trova sulla riva occidentale, costituendo la parte ovest della Slesia di Cieszyn. L'inno non ufficiale di questa regione e della minoranza polacca dell'area è Płyniesz Olzo po dolinie ("Scorri Olza, giù per la valle") ed è stato scritto da Jan Kubisz sul tema del fiume Olza.
L'Olza ha ispirato molti altri artisti; tra coloro che vi hanno scritto al riguardo ci sono Adolf Fierla, Pola Gojawiczyńska, Emanuel Grim, Julian Przyboś, Vladislav Vančura, Adam Wawrosz. Il cantante Jaromír Nohavica ha utilizzato il motivetto dell'Olza in diverse sue canzoni.

## Nome
La prima citazione storica risale al 1290, quando il fiume viene menzionato come Olza. Il fiume fu poi citato in un documento scritto nel 1611 come Oldza. Alla fine del XIX secolo, con la nascita del nazionalismo di massa, sia gli attivisti polacchi che quelli cechi sostennero che il nome Olza era poco polacco e poco ceco, rispettivamente. Alcuni polacchi proposero il nome Olsza, mentre i cechi si batterono per Olše. Il linguista e scrittore ceco Vincenc Prasek scoprì nel 1900 che il nome Olza non è polacco né ceco, ma di origine proto-slava. Questa rivelazione fu confermata da diversi studi etimologici nel XX secolo. La forma Olza utilizzata in questo territorio deriva dall'antico Oldza, e il tedesco Olsa deriva da Olza. Gli abitanti del luogo utilizzano sempre la forma Olza, a prescindere dalla loro nazione o etnia di origine e anche la forma germanizzata Olsa si legge come Olza. Tuttavia, l'amministrazione centrale di Praga vedev Olza come nome polacco, e quando il fiume divenne parte della Cecoslovacchia nel 1920, si cercò di cambiare il nome nella forma ceca di Olše. Fino agli anni sessanta rimase un certo dualismo nella denominazione del fiume, che fu poi soppressa dall'Amministrazione Centrale di Geodesia e Cartografia. Da allora, l'unica forma ufficiale in Repubblica Ceca è Olše, anche se gli abitanti del luogo in entrambi i lati del confine lo chiamano ancora Olza.

## Città e villaggi sul fiume
(dalla fonte alla foce)
- Istebna (PL)
- Bukovec
- Písek
- Jablunkov
- Návsí
- Hrádek
- Bystřice
- Vendryně
- Lyžbice
- Třinec
- Konská
- Ropice
- Český Těšín / Cieszyn (PL)

- Chotěbuz
- Pogwizdów (PL)
- Louky nad Olší
- Kaczyce (PL)
- Darkov
- Fryštát
- Karviná
- Dětmarovice
- Závada
- Godów (PL)
- Věřňovice
- Kopytov
- Olza (PL)

## Galleria d'immagini

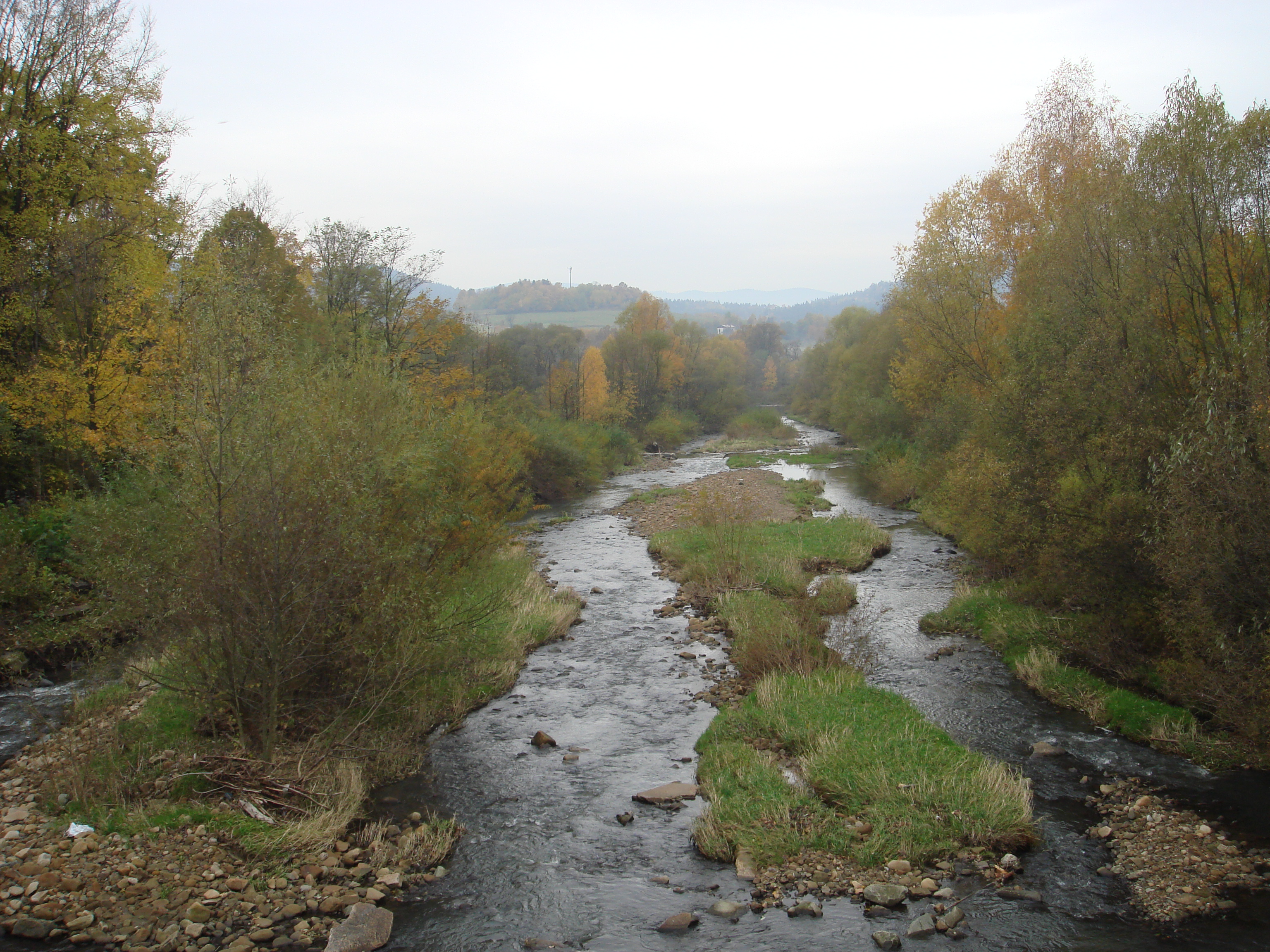
Olza a Bukovec
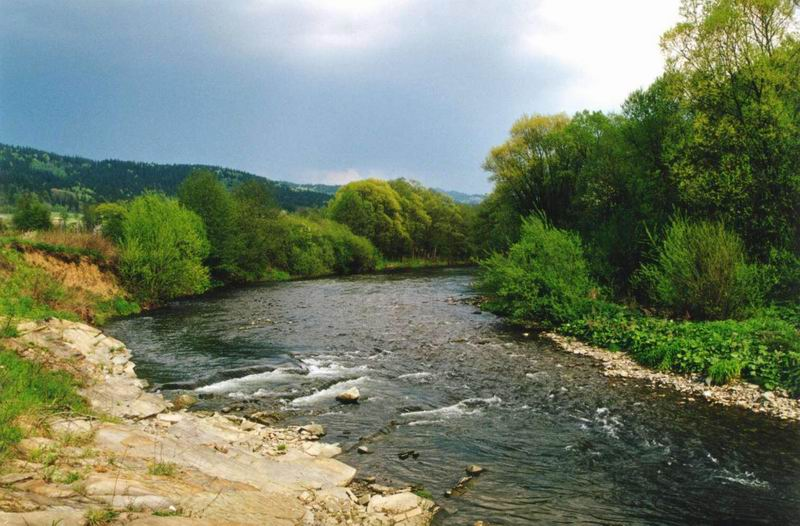
Olza a Hrádek
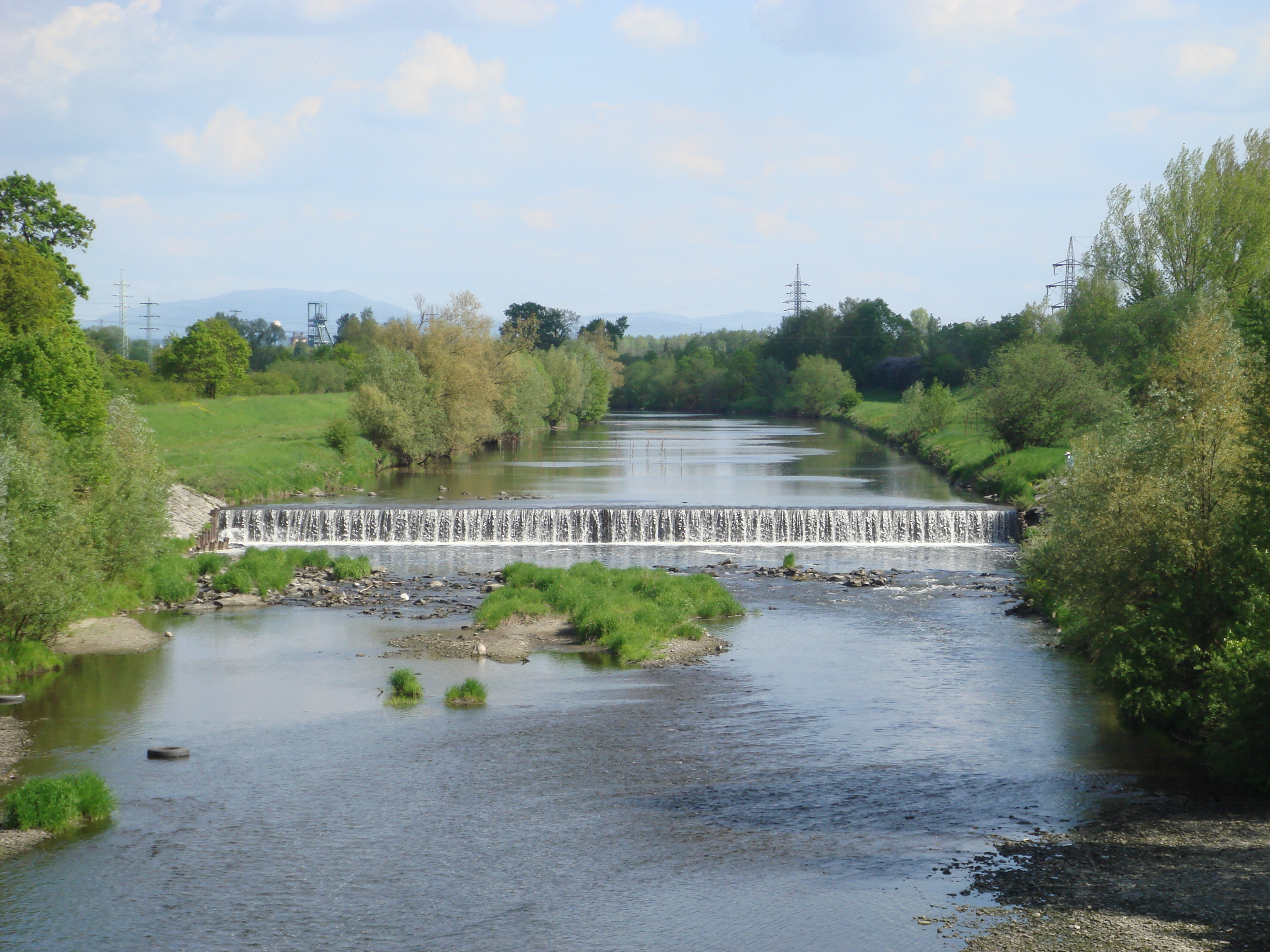
Olza a Karviná
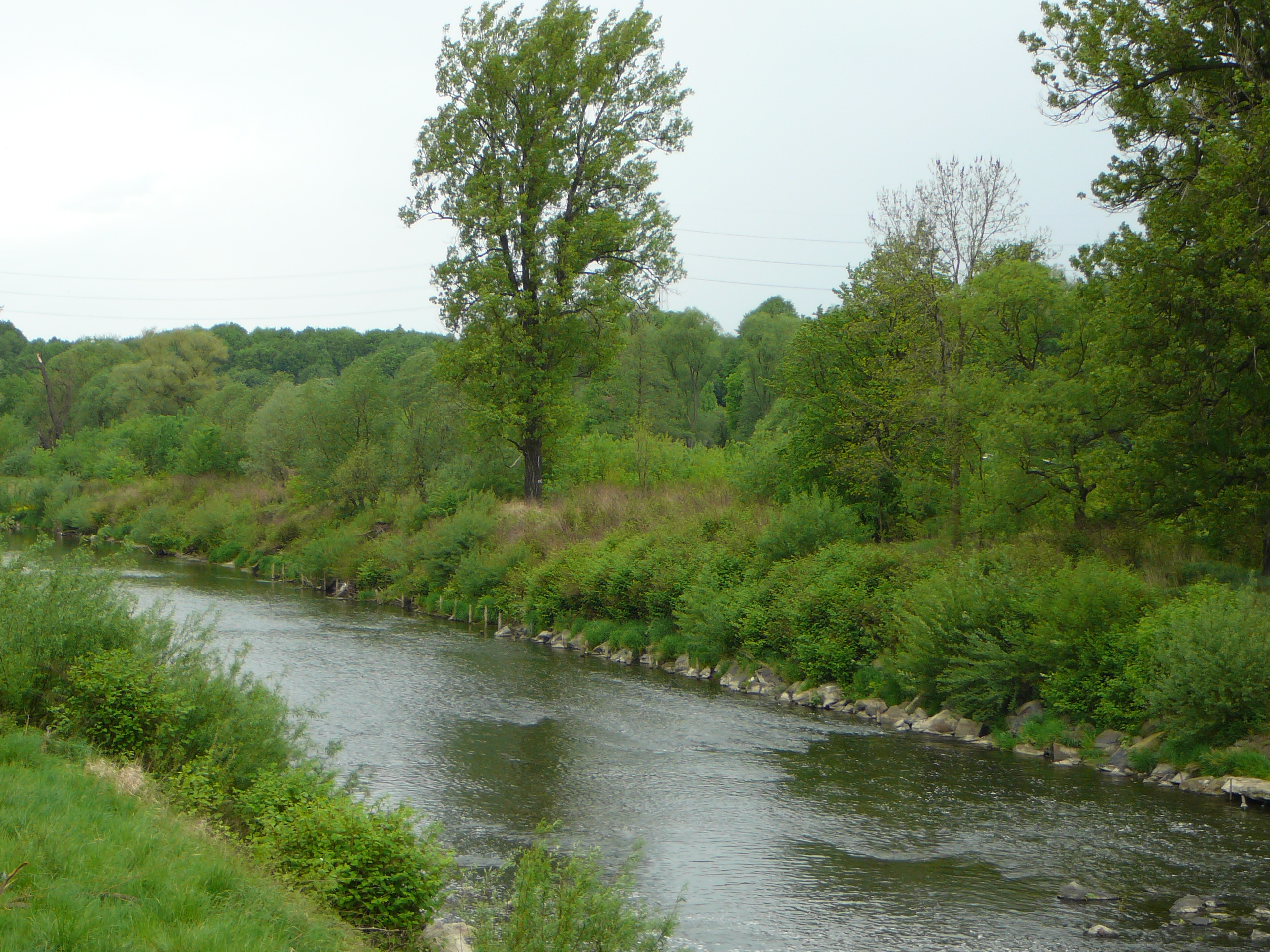
Olza a Věřňovice